# Randolph R. Ricketts
Randolph Robjent Ricketts (Shadwell, een wijk van Londen, 9 december 1884 – Dovercourt, februari 1966) was een Brits componist, dirigent en hoornist. Zoals zijn oudere halfbroer Frederick Joseph Ricketts, die beter onder zijn pseudoniem Kenneth J(oseph) Alford bekend is, gebruikt ook hij meestal het pseudoniem Leo (R.) Stanley. 

## Levensloop
Ricketts werd op 15-jarige leeftijd lid van de militaire kapel van het 2nd 28th Royal Irish Regiment. In 1901 begon hij zijn studie aan de Royal Military School of Music "Kneller Hall" in Twickenham, Engeland. In 1910 werd hij toegelaten tot de kapelmeester-studie en gradueerde met vele prijzen en de Memorial medal van de Company of Worshipful Musicians. 
Hij werd in 1913 dirigent van de militaire kapel van het 2nd Battalion, Essex Regiment en was met deze kapel in Malta, Turkije, Indië alsook tijdens de Eerste Wereldoorlog in Frankrijk. Bij dit muziekkorps bleef hij tot 1925. Maar hij was ook kapelmeester van andere militaire kapellen. In het Britse leger waren de broeders heel bekend en zij werden meestal als Ricketts Brothers aangemerkt. In 1926 ging hij naar de muziekkapel van het Koninklijke signaal korps en bleef aldaar tot in 1938, als hij met pensioen ging.
Als componist schreef hij bekende marsen, waarvan The Contemptibles wel de meest bekende is, maar ook andere werken voor harmonieorkest, zoals de posthoorn solo's, The Huntsmen en The Chase. 

## Composities

### Werken voor harmonieorkest
- 1918 The Contemptibles
- 1922 The Colours, slow march
- 1923 The Iron Duke
- 1928 Pageantry, slow march
- Alamein
- Aldershot
- H.R.H. the Princess Royal
- Les Scaramouches
- Return of the Warriors
- The Bonnie Prince
- The Chase, voor posthoorn solo en harmonieorkest
- The Chief
- The Glory of Arnhem
- The Huntsmen, voor posthoorn solo en harmonieorkest
- The Pompadours

## Publicaties
- Wolfgang Suppan, Armin Suppan: Das Neue Lexikon des Blasmusikwesens, 4. Auflage, Freiburg-Tiengen, Blasmusikverlag Schulz GmbH, 1994, ISBN 3-923058-07-1
- Michael Hicks: The Imprisonment of Henry Cowell, in: Journal of the American Musicological Society, Vol. 44, No. 1 (Spring, 1991), pp. 92-119
- Paul E. Bierley, William H. Rehrig: The heritage encyclopedia of band music : composers and their music, Westerville, Ohio: Integrity Press, 1991, ISBN 0-918048-08-7
- Norman E. Smith: March music notes, Lake Charles, La.: Program Note Press, 1986, ISBN 978-0-9617346-1-9